# Obed Rincón
Obed Isaí Rincón López (ur. 4 lutego 1985 w Monterrey) – meksykański piłkarz występujący najczęściej na pozycji lewego obrońcy, obecnie zawodnik Puebli.

## Kariera klubowa
Rincón jest wychowankiem zespołu CF Monterrey. Rozgrywki Clausura 2005 spędził na wypożyczeniu w drugoligowym Cobras de Ciudad Juárez, filialnym klubie Monterrey. W jego barwach wystąpił na boiskach Primera A 8 razy. Nie zdołał jednak przebić się do pierwszego składu Monterrey i latem 2006 odszedł do występującego na zapleczu najwyższej klasy rozgrywkowej klubu Correcaminos UAT, gdzie występował przez następne pół roku. Później zasilił drugoligowy zespół Petroleros de Salamanca, którego barwy reprezentował przez półtora sezonu, nie osiągając większych sukcesów.
Latem 2008 Rincón podpisał umowę z pierwszoligowym Club Necaxa. W meksykańskiej Primera División zadebiutował 4 października tego samego roku w zremisowanym 1:1 spotkaniu z Pachucą. Nie potrafił sobie wywalczyć miejsca w wyjściowym składzie i po roku spadł z Necaxą do drugiej ligi. Tam także pełnił funkcję rezerwowego gracza ekipy z Aguascalientes, a po rozgrywkach Bicentenario 2010 powrócił z nią do najwyższej klasy rozgrywkowej. Pierwszego gola w Primera División zdobył 10 września 2010 w zremisowanej 1:1 konfrontacji z Tolucą. Na najwyższym szczeblu rozgrywek występował tylko przez rok, po czym znowu spadł z Necaxą do Liga de Ascenso.
Przed rozgrywkami Apertura 2011 Rincón został piłkarzem Puebli.
| Sezon     | Klub                    | Kraj   | Rozgrywki        | Mecze | Bramki |
| --------- | ----------------------- | ------ | ---------------- | ----- | ------ |
| 2004/2005 | Cobras de Ciudad Juárez | Meksyk | Liga de Ascenso  | 8     | 0      |
| 2005/2006 | CF Monterrey            | Meksyk | Primera División | 0     | 0      |
| 2006/2007 | Correcaminos UAT        | Meksyk | Liga de Ascenso  | 5     | 0      |
| 2006/2007 | Petroleros de Salamanca | Meksyk | Liga de Ascenso  | 2     | 0      |
| 2007/2008 | Petroleros de Salamanca | Meksyk | Liga de Ascenso  | 23    | 0      |
| 2008/2009 | Club Necaxa             | Meksyk | Primera División | 3     | 0      |
| 2009/2010 | Club Necaxa             | Meksyk | Liga de Ascenso  | 6     | 0      |
| 2010/2011 | Club Necaxa             | Meksyk | Primera División | 16    | 0      |
| 2011/2012 | Puebla FC               | Meksyk | Primera División |       |        |